# أرا بيترسون
أرا بيترسون (بالإنجليزية: Ara Peterson)‏ هو فنان أمريكي، ولد في 1973.